# Lava Freestyle
Lava Freestyle è un singolo del rapper italiano MadMan pubblicato l'8 giugno 2022.

## Tracce
1. Lava Freestyle – 1:59